# タルススのアンティパトロス
タルススのアンティパトロス（ギリシア語: Ἀντίπατρος ὁ Ταρσεύς    紀元前130/129年 没 ）は、ストア派の哲学者。
ストア派の指導者バビロニアのディオゲネスの弟子にして後継者であり、パナイティオスの師でもあった。神と占いに関する作品を書いており、倫理学では彼は師のディオゲネスよりも高い道徳的水準を要求していることに特徴がある。
たとえば、非対称性に関して、師のディオゲネスは、民法が定める範囲で売り手が情報を開示するべきだと考えた。一方アンティパトロスは、売り手が知っていて買い手が知らない情報がひとつもないよう、民法で求められていないこともすべて開示すべきだと主張した。

## ノート
1. ↑  Dorandi, Tiziano (1999). “Chapter 2: Chronology”. In Algra, Keimpe. The Cambridge History of Hellenistic Philosophy. Cambridge: Cambridge University Press. p. 51. ISBN 9780521250283